# Alpe de Siusi
L’Alpe de Siusi (en allemand Seiser Alm, en ladin Mont Sëuc) est le plus haut alpage d’Europe. Il est situé dans les Dolomites en Italie à une altitude moyenne de 1 850 m et s’étend sur 52 km2 entre le val Gardena au nord, les montagnes du groupe du Sciliar au sud-est et du Sassolungo au nord-est.

## Géographie
L'alpage est situé dans la partie occidentale des Dolomites, à une altitude comprise entre 1 680 m et 2 350 m et s'étend sur 52 km2 entre le val Gardena au nord, le chaînon du Sassolungo au nord-est et le chaînon du Sciliar au sud-est, qui, avec son profil atypique, représente l'un des symboles les plus célèbres des Dolomites. Compte tenu de l'étendue de la région, il est possible d'admirer plusieurs autres massifs montagneux depuis l'alpage : entre autres, le groupe du Sella, le Seceda, le Catinaccio et la Marmolada.
L'Alpe de Siusi est un alpage divisé en nombreuses parcelles dédiées au pâturage. Les paysans y récupèrent du foin pour leurs fermes situées en aval.

Vue panoramique de l'Alpe de Siusi

### Sommets alentour
L'alpage offre une vue panoramique à 360° ; du nord et dans le sens des aiguilles d'une montre, on peut admirer : le Sass de Putia (2 875 m), les groupes des Odle (3 025 m) et du Puez (2 913 m), le Gran Cir, le groupe du Sella (3 052 m), le Sassolungo (3 181 m) et Sassopiatto (2 964 m), la Marmolada (3 343 m), les Pale di San Martino, les tours Vajolet, le groupe du Catinaccio avec le Catinaccio d'Antermoia (3 002 m) et le Sciliar (2 450 m).

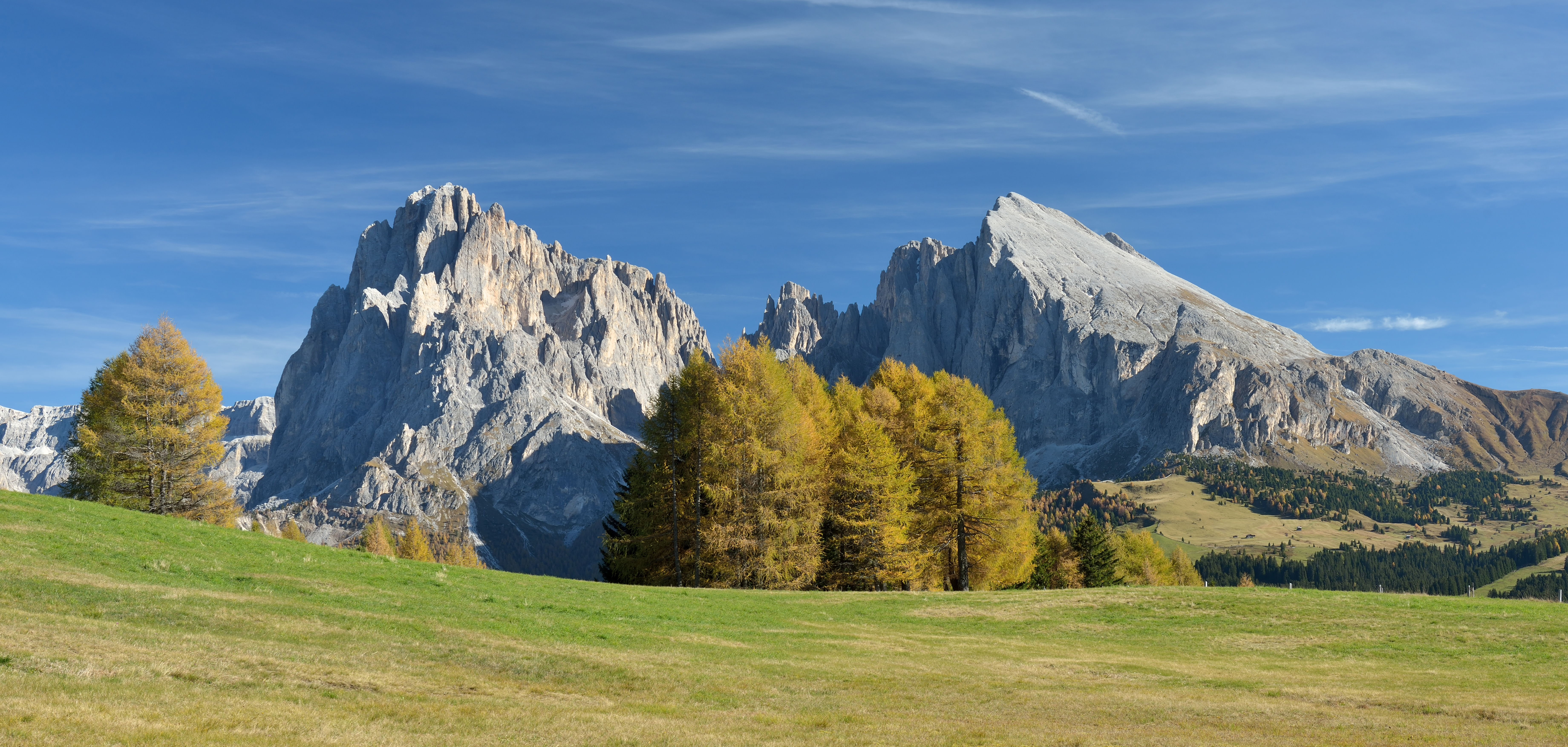
Vue du Sassolungo depuis l’Alpe de Siusi.
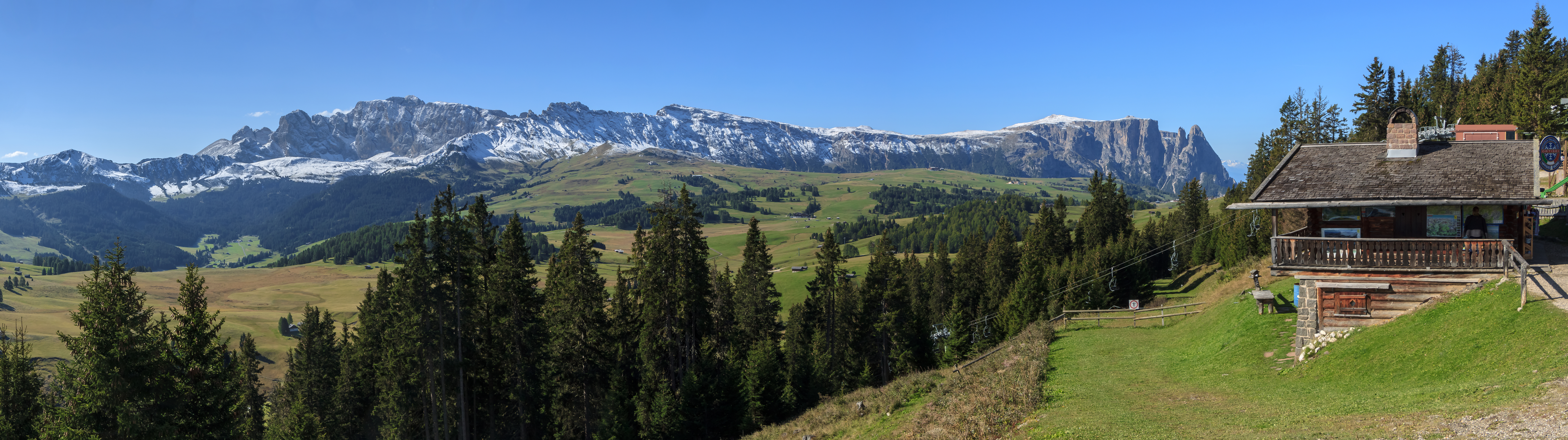
Vue depuis le restaurant Mont Seuc.
Vue depuis Castelrotto vers l'est de l'Alpe de Siusi, le Tofane (à 30 km), le Sassolungo et le Sassopiatto dans les Dolomites.

## Démographie

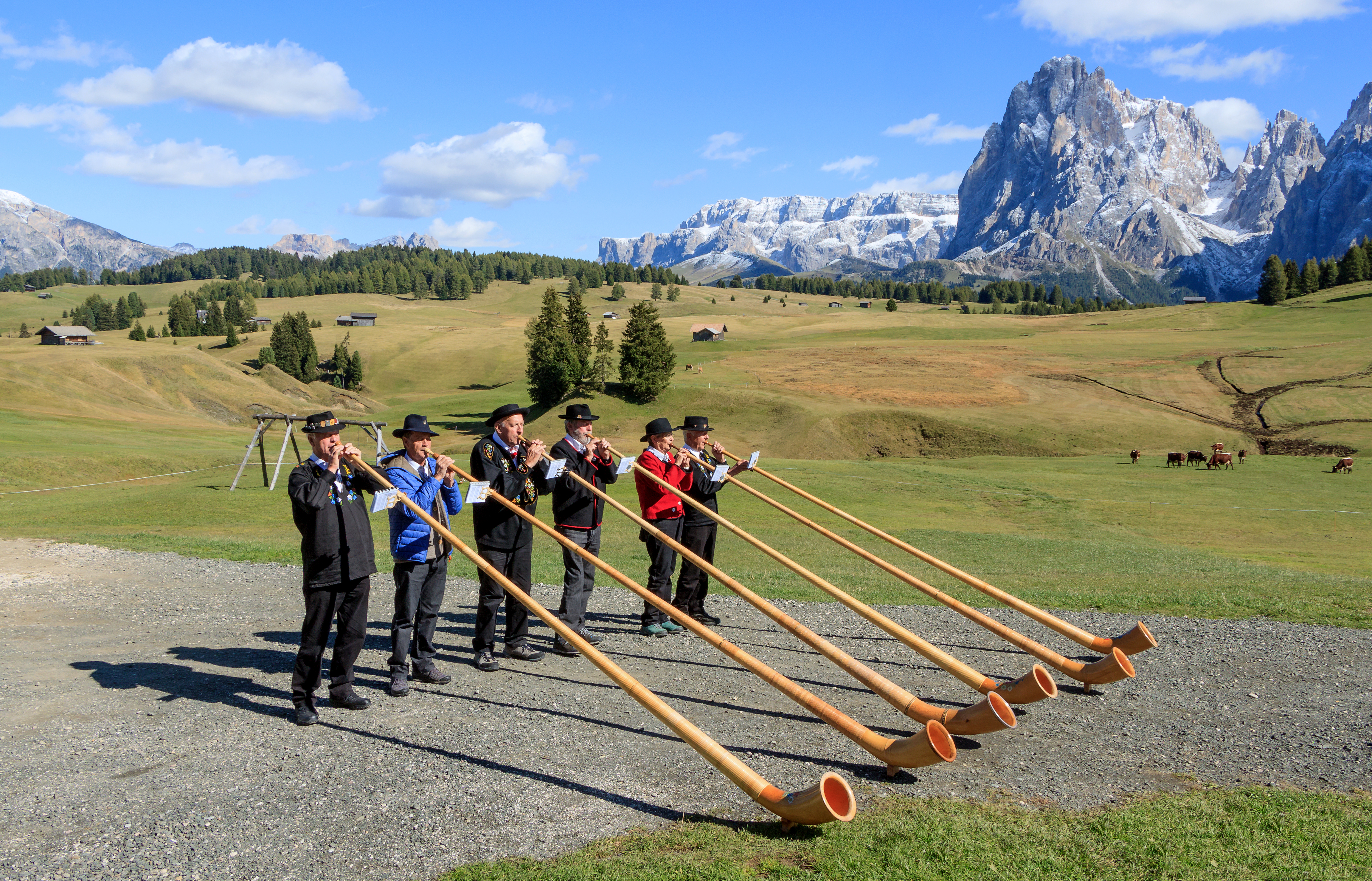
Joueurs de cor des Alpes sur l'Alpe de Siusi.

L'Alpe de Siusi appartient à la commune de Castelrotto.
Il existe deux principaux centres habités : Compatsch-Compaccio (1 825 m), à l’entrée de l'alpage, et Saltria (1 700 m). Des dizaines de refuges de montagne sont dispersés sur l'alpage, dont beaucoup comportent une salle à manger ou un salon de style tyrolien ouvert au public pendant les saisons touristiques. Des bus et des taxis payants sont également disponibles pour se déplacer plus rapidement entre les deux centres de population.

## Tourisme
La région est riche en infrastructures pour le tourisme estival et hivernal (hôtels, bars, restaurants, refuges, location de skis, de snowboard et de vélos, magasins de vêtements et de souvenirs) et est reliée aux communes voisines d’Ortisei dans le val Gardena et Siusi par des remontées mécaniques. Avec Val Gardena, l'Alpe di Siusi est l'un des 12 domaines skiables du Dolomiti Superski. Il existe deux écoles de ski (Alpe di Siusi et Sciliar 3000) avec de nombreux moniteurs.
L'Alpe de Siusi est accessible en voiture depuis la route qui relie Castelrotto à Siusi allo Sciliar (voie privée avec restriction d'horaires) ou depuis Monte Pana (dans la commune de Santa Cristina di Val Gardena) en bus certains mois de l'année (la route est fermée au trafic privé). Il est également accessible par les télécabines Siusi-Alpe di Siusi et Ortisei-Alpe di Siusi.

### Histoire du tourisme hivernal
À partir des premières décennies du XXe siècle, les pentes douces de l'Alpe de Siusi ont commencé à devenir la destination des premiers amateurs de sports d'hiver. Dès l'été 1934, l’ouverture du téléphérique Ortisei-Alpe di Siusi permet d’atteindre le vaste plateau en quelques minutes. Le nombre de visiteurs de l'Alpe a rapidement augmenté. En janvier 1938, la station de ski est inaugurée. Dans les années quarante, le premier télésiège monoplace est construit. Le départ se situe juste en dessous du mont Piz, et il conduit les skieurs au refuge Icaro. Grâce au panorama visible depuis le haut du télésiège, celui-ci a été renommé Panorama. À la fin des années soixante, la station prit ses dimensions actuelles. Une phase de renouvellement continu des infrastructures est mise en place et se poursuit toujours aujourd'hui. En 1988, le télésiège à une place Panorama a été remplacé par un télésiège à quatre places, le premier de la station.
En 2002, le téléphérique Siusi-Alpe di Siusi a été inauguré. En 2009, le télésiège monoplace Puflatsch/Bullaccia a été remplacé par un télémix, le premier à être inauguré dans les Dolomites.

## Cyclisme
L’Alpe de Siusi a été l'arrivée de la 5e étape du Giro 2009 à l'issue d'une courte étape de 125 km. Denis Menchov a remporté cette étape devant Danilo Di Luca.
Quelques années plus tard en 2016, l’Alpe de Siusi a de nouveau été à l'arrivée du Giro lors de la 15e étape, un contre-la-montre en montée de 10 km. C’est Alexander Foliforov qui a remporté cet exercice en 28 min 39 s devant le porteur du maillot rose Steven Kruijswijk dans le même temps.